# Apol·lòfanes d'Atenes
Apol·lòfanes d'Atenes (en grec antic: Ἀπολλοφάνης; en llatí: Apollophanes) fou un poeta de l'antiga comèdia àtica contemporani d'Estratis que va viure vers la 95a Olimpíada (segle iv aC).
Suides li atribueix 5 comèdies: Δάλις (Dalis), Ἰφιγέρων (Ifigeró), Κρῆτες (Cretencs), Δανάη (Dànae) i Κένταυροι (Centaures). De les tres primeres es conserven alguns fragments.